# Ramey, Pennsylvania
Ramey är en ort i Clearfield County i delstaten Pennsylvania, USA.